# Uromacer catesbyi
Uromacer catesbyi är en ormart som beskrevs av Schlegel 1837. Uromacer catesbyi ingår i släktet Uromacer och familjen snokar.
Arten förekommer på Hispaniola i Västindien och på tillhörande mindre öar. Den lever i låglandet och i bergstrakter upp till 1300 meter över havet. Individerna vistas i fuktiga landskap som regnskogar, buskskogar med växter av släktet Acacia och oaser. Denna orm kan anpassa sig till landskapsförändringar. Den klättrar främst i träd och i annan växtlighet. Som föda registrerades grodor av släktet Osteopilus, ödlor av släktet Anolis och fågeln banansmyg. Honor lägger ägg.
För beståndet är inga hot kända och Uromacer catesbyi anses vara vanligt förekommande. IUCN listar arten som livskraftig (LC).

## Underarter
Arten delas in i följande underarter:
- U. c. catesbyi
- U. c. cereolineatus
- U. c. frondicolor
- U. c. hariolatus
- U. c. inchausteguii
- U. c. insulaevaccarum
- U. c. pampineus